# Henning Munk Jensen
Henning Munk Jensen (ur. 12 stycznia 1947 w Tønder, zm. 17 listopada 2023) – piłkarz duński grający na pozycji obrońcy. W swojej karierze rozegrał 62 mecze w reprezentacji Danii i strzelił w nich 1 gola.

## Kariera klubowa
Karierę piłkarską Jensen rozpoczynał w klubach Aalborg Chang, Aalborg FC i Aalborg BK. W 1965 roku awansował do dorosłej drużyny tego ostatniego. Wtedy też zadebiutował w nim w pierwszej lidze duńskiej. W 1966 roku osiągnął z Aalborgiem swój pierwszy sukces w karierze, gdy zdobył Puchar Danii. W 1967 roku także wystąpił w finale tego pucharu, przegranym przez Aalborg, a w 1970 roku ponownie wygrał ten puchar.
W 1970 roku Jensen przeszedł do PSV Eindhoven. W Eredivisie występował przez trzy sezony i w 1973 roku wrócił do Aalborga. W 1978 roku ponownie zmienił klub i został zawodnikiem Frederikshavn fI. W 1979 roku wyjechał do Stanów Zjednoczonych, gdzie grał w takich klubach jak: Golden Bay Earthquakes i Edmonton Drillers. Pod koniec roku powrócił do Aalborga i zakończył w nim swoją karierę.
W 1968 i 1975 roku Jensen był wybierany Piłkarzem Roku w Danii.

## Kariera reprezentacyjna
W reprezentacji Danii Jensen zadebiutował 30 listopada 1966 roku w przegranym 0:2 meczu eliminacji do Euro 68 z Holandią, rozegranym w Rotterdamie. W swojej karierze grał też w: eliminacjach do MŚ 1970, MŚ 1974, Euro 76, MŚ 1978 i Euro 80. Od 1966 do 1978 roku rozegrał w kadrze narodowej 62 mecze i strzelił w nich 1 gola.